# Morro da Fumaça
Pour les articles homonymes, voir Morro.
Morro da Fumaça est une ville brésilienne du sud de l'État de Santa Catarina.

## Géographie
Morro da Fumaça se situe par une latitude de 28° 39' 03" sud et par une longitude de 49° 12' 36" ouest, à une altitude de 18 mètres.
Sa population était de 16 126 habitants au recensement de 2010. La municipalité s'étend sur 83 km2.
Elle fait partie de la région métropolitaine Carbonifère et de la microrégion de Criciúma, dans la mésorégion Sud de Santa Catarina.

## Histoire
Les premiers habitants de Morro da Fumaça étaient les indiens Carijós. Les premiers européens à arriver dans la région, autour de 1900, viennent de Biélorussie. Ils vivaient principalement de l'élevage porcin. En 1910, ils vendent leurs terres à des immigrants italiens qui s'établissent en ces lieux et sont considérés comme les fondateurs de la ville.
Le 6 septembre 1931 le district de Morro da Fumaça est établi, rattaché à Urussanga. La ville devient une municipalité à part entière le 20 mai 1962.

## Villes voisines
Morro da Fumaça est voisine des municipalités (municípios) suivantes :
- Cocal do Sul
- Treze de Maio
- Sangão
- Içara
- Criciúma